# Kurt Klamann
Kurt „Kuddel“ Klamann (* 17. April 1907 in Zingst; † 1. April 1984 ebenda) war ein deutscher Zeichner und Karikaturist. Er gilt als einer der populärsten Pressezeichner der DDR. Bekannt war er durch seine Mädchenzeichnungen im „Eulenspiegel“.

## Leben und Leistungen
Kurt Klamann wurde als Sohn des Försters Paul Klamann geboren. Schon als 14-Jähriger fuhr er als Schiffsjunge, Matrose und Heizer auf Segelschiffen und Dampfern zur See. 1926 trat er in die KPD ein. In seinem Roman „Auf wilder Fahrt“ beschrieb er später seine Erlebnisse aus sieben Jahren Seefahrt. Bereits in diesen Jahren zeichnete und malte er. Der Kunstprofessor Max Kaus entdeckte sein Zeichentalent und brachte ihn 1928 an die Berliner Kunstakademie. Er war unter anderem Meisterschüler bei Hans Orlowski. 1931 begann er in Berlin bei Ullstein und Mosse als Karikaturist und Pressezeichner zu arbeiten. Nach der Machtergreifung der Nationalsozialisten 1933 erhielt er Berufsverbot. Klamann wurde verhaftet und danach unter Polizeiaufsicht gestellt. 1943 wurde er zum Militärdienst bei der Marine eingezogen und in Strafkommandos unter anderem zum Minensuchen eingesetzt. Er geriet in englische Kriegsgefangenschaft, aus der er 1946 entlassen wurde.
Klamann kehrte nach Zingst zurück, wo er erneut mit der Malerei begann und sich aktiv am Aufbau des Ortes beteiligte, kurzzeitig sogar Bürgermeister war. Ab 1950 arbeitete er wieder als Zeichner und Karikaturist für verschiedene Zeitungen, beispielsweise den „Eulenspiegel“, in Berlin. Zudem hatte er Ausstellungen im In- und Ausland. Klamann illustrierte mehrere Romane und Kinderbücher zumeist profilierter Autoren und bebilderte in den 1960er und 1970er Jahren vier kleine Ratgeber für Heimwerker (1 x 1 des Tapezierens, des Fliesenlegens, der Dachdeckungsarbeiten sowie des Verlegens von Fußbodenbelägen) des Verlages für Bauwesen mit seinen ironischen Darstellungen. Laut Manfred Bofinger gehörte er zu den Zeichnern, die selten eigene Ideen hatten, weshalb ihnen immer wieder Ideen aus der Redaktion geliefert werden mussten.
Neben seiner journalistischen Arbeit entstanden auch zahlreiche Landschaftsbilder, Stillleben, Porträts und Aktzeichnungen in unterschiedlichen Materialien und Techniken. Bekannt war Klamann vor allem für seine erotischen Aquarelle, die sogenannten „galanten Blätter“. Berüchtigt waren Klamanns Vorlieben für junge Frauen und Mädchen. Renate Holland-Moritz berichtete von ihrem ersten Treffen mit ihm im Jahr 1956. Klamann legte ihr die Hand („Seemannspranke“) auf die Schulter und erkundigte sich in einem recht eindeutigem Ton nach ihrem Alter. Als sie bekannte, gerade 21 Jahre alt geworden zu sein, reagierte der knapp 50-jährige („jung und attraktiv wirkend“) nur lakonisch mit „Schade – zu alt.“
1982 wurde Klamann mit dem Vaterländischen Verdienstorden in Silber ausgezeichnet. Er war Mitglied im Verband Bildender Künstler der DDR und im Verband deutscher Journalisten. Im Kinderfilm Die Reise nach Sundevit nach einem Kinderbuch von Benno Pludra, mit dem er gemeinsam ein Kinderbuch verfasst hatte, übernahm Klamann eine Nebenrolle als LPG-Vorsitzender. 1984 starb er in seinem Haus in Zingst. Eine Anzahl seiner Werke ist im Heimatmuseum Zingst ausgestellt.

## Publikationen
- mit Renate Holland-Moritz und John Stave: Das Phänomen Mann (= Taschen-Eulenspiegel, Band 1). Eulenspiegel-Verlag, Berlin 1959.
- Klamanns Puppentheater. Eulenspiegel-Verlag, Berlin 1961. [drei Auflagen bis 1970]
- Auf wilder Fahrt. Verlag Neues Leben, Berlin 1973. [drei Auflagen bis 1975]
  - auch: Weltkreis-Verlag, Dortmund 1973.
  - Neuauflage: Eulenspiegel-Verlag, Berlin 1980. [zwei Auflagen bis 1982]
  - Neuauflage: Bülten-Verlag, Kückenshagen 2007, ISBN 978-3-938510-32-2.
- Acht bunte Blätter. Auswahl und Text von Jochen Petersdorf. Eulenspiegel-Verlag, Berlin 1980. [zwei Auflagen bis 1982]

Illustrationen fremder Werke
- Benno Pludra: Unser Schiff kommt von Kukkeia. Kinderbuchverlag, Berlin 1962.
- Max Zimmering: Spuk in der Ziegelstrasse. Kinderbuchverlag, Berlin 1962. [drei Auflagen bis 1964]
- Paul Kanut Schäfer und Friedrich Häfker: Bergmann hat verloren. Kinderbuchverlag, Berlin 1963. [zwei Auflagen bis 1965]
- Georg Waterstradt: 1 x 1 des Tapezierens. Versuch's mal selber. Verlag für Bauwesen, Berlin 1963. [sechs Auflagen bis 1974]
- Annemarie Reinhard: Brigitte macht die Probe. Kinderbuchverlag, Berlin 1963. [zehn Auflagen bis 1975]
- Horst Bastian: Die Moral der Banditen. Kinderbuchverlag, Berlin 1964. [12 Auflagen bis 1984]
- Hildegard und Siegfried Schumacher: Ramme sucht Beweise. Kinderbuchverlag, Berlin 1965. [drei Auflagen bis 1978]
- Karl Grünberg: Die Getreuen vom Galgenberg (= Robinsons billige Bücher, Band 129). Kinderbuchverlag, Berlin 1965.
- Brigitte Birnbaum: Reise in den August. Kinderbuchverlag, Berlin 1967. [drei Auflagen bis 1971]
- Max Zimmering: Li und die roten Bergsteiger. Kinderbuchverlag, Berlin 1967.
- Fritz Tanck: Ein Sommer mit Robinson (= Kompass-Bücherei, Band 117). Verlag Neues Leben, Berlin 1968.
- Hildegard und Siegfried Schumacher: Entscheidung in der Schlangenbucht. Kinderbuchverlag, Berlin 1968. [zwei Auflagen bis 1969]
- Marie Majerová: Holcy kowane ze slěbra. Verlag Domowina, Bautzen 1969.
- Justus Breithaupt und Wolfgang Prüfert: 1 x 1 Fußbodenbeläge selbstverlegt. Verlag für Bauwesen, Berlin 1973.
- Horst Wilcke: 1 x 1 der Dachdeckungsarbeiten. Heimwerker-Einmaleins Dachdeckungsarbeiten. Verlag für Bauwesen, Berlin 1974. [drei Auflagen bis 1979]
- Harri Beyer: Fliesen 1x1. Verlag für Bauwesen, Berlin 1974. [2. Auflage 1977 als 1 x 1 des Fliesenverlegens. Heimwerker-Einmaleins Dachdeckungsarbeiten]